# 杜兆植
杜兆植（1929年—2012年），男，祖籍广东番禺，生于北京，中国作曲家、音乐教育家，一级作曲，曾任中国音乐家协会理事。

## 家庭
父亲杜鹿笙。